# Corinne Suter
Corinne Suter (ur. 28 września 1994 w Schwyz) – szwajcarska narciarka alpejska, mistrzyni olimpijska, pięciokrotna medalistka mistrzostw świata seniorek i juniorek.

## Kariera
Po raz pierwszy na arenie międzynarodowej Corinne Suter pojawiła się 17 listopada 2009 roku w Zinal, gdzie w zawodach FIS Race nie ukończyła drugiego przejazdu slalomu. W 2011 roku wystartowała na mistrzostwach świata juniorów w Crans-Montana, gdzie jej najlepszym wynikiem było dziewiąte miejsce w supergigancie. Już rok później wywalczyła brązowy medal w kombinacji, podczas mistrzostw świata juniorów w Roccaraso. W zawodach tych wyprzedziły ją jedynie dwie Norweżki: Ragnhild Mowinckel oraz Annie Winquist. Podczas rozgrywanych w 2013 roku mistrzostw świata juniorów w Québecu zdobyła srebrny medal w supergigancie. Rozdzieliła tam na podium Austriaczki: Stephanie Venier i Rosinę Schneeberger. Największe sukcesy w tej kategorii wiekowej osiągnęła jednak na mistrzostwach świata juniorów w Jasnej w 2014 roku, gdzie zwyciężyła w zjeździe i supergigancie, a wspólnie z kolegami z reprezentacji zdobyła srebrny medal w zawodach drużynowych.
W zawodach Pucharu Świata zadebiutowała 26 listopada 2011 roku w Aspen, gdzie nie ukończyła pierwszego przejazdu w gigancie. Pierwsze pucharowe punkty wywalczyła 5 grudnia 2014 roku w Lake Louise, zajmując 30. miejsce w zjeździe. Na podium zawodów tego cyklu po raz pierwszy stanęła 23 lutego 2019 roku w Crans Montana, gdzie rywalizację w zjeździe ukończyła na trzeciej pozycji. Wyprzedziły ją jedynie Włoszka Sofia Goggia i Austriaczka Nicole Schmidhofer. Najlepsze wyniki osiągnęła w sezonie 2019/2020, kiedy zajęła czwarte miejsce w klasyfikacji generalnej oraz zwyciężyła w klasyfikacjach zjazdu i supergiganta. W sezonie 2020/2021 była druga w klasyfikacji zjazdu i trzecia w supergigancie. W klasyfikacji zjazdu była też druga w sezonie 2021/2022 i trzecia w sezonie 2022/2023.
W 2017 roku wystąpiła na mistrzostwach świata w Sankt Moritz, zajmując dwunaste miejsce w supergigancie i osiemnaste w zjeździe. Wystartowała na Zimowych Igrzyskach Olimpijskich 2018 w Pjongczang. Zajęła tam 17. miejsce w supergigancie i 6. lokatę w zjeździe. Podczas rozgrywanych rok później mistrzostw świata w Åre zdobyła srebrny medal w zjeździe, gdzie lepsza była tylko Ilka Štuhec ze Słowenii. Ponadto zajęła trzecie miejsce w supergigancie, plasując się za Mikaelą Shiffrin z USA i Sofią Goggią. Na igrzyskach olimpijskich w Pekinie w 2022 roku zdobyła złoty medal w zjeździe, wyprzedzając Goggię i jej rodaczkę, Nadię Delago. Ponadto na rozgrywanych rok później mistrzostwach świata w Courchevel/Méribel była trzecia w tej samej konkurencji. Tym razem lepsze były kolejna Szwajcarka - Jasmine Flury i Austriaczka Nina Ortlieb.
Nie jest spokrewniona z innymi szwajcarskimi alpejkami: Jasminą i Fabienne Suter.

## Osiągnięcia

### Igrzyska olimpijskie
| Miejsce | Dzień     | Rok  | Miejscowość | Konkurencja | Czas    | Strata | Zwyciężczyni     |
| ------- | --------- | ---- | ----------- | ----------- | ------- | ------ | ---------------- |
| 17.     | 17 lutego | 2018 | Pjongczang  | Supergigant | 1:22,24 | +1,13  | Ester Ledecká    |
| 6.      | 21 lutego | 2018 | Pjongczang  | Zjazd       | 1:40,29 | +1,07  | Sofia Goggia     |
| 13.     | 11 lutego | 2022 | Pekin       | Supergigant | 1:13,51 | +0,98  | Lara Gut-Behrami |
| 1.      | 15 lutego | 2022 | Pekin       | Zjazd       | 1:31,87 | -      | -                |

### Mistrzostwa świata
| Miejsce | Dzień     | Rok  | Miejscowość        | Konkurencja     | Czas biegu | Strata | Zwyciężczyni       |
| ------- | --------- | ---- | ------------------ | --------------- | ---------- | ------ | ------------------ |
| 12.     | 7 lutego  | 2017 | Sankt Moritz       | Supergigant     | 1:32,34    | +1,10  | Nicole Schmidhofer |
| 18.     | 12 lutego | 2017 | Sankt Moritz       | Zjazd           | 1:32,85    | +1,80  | Ilka Štuhec        |
| 3.      | 5 lutego  | 2019 | Åre                | Supergigant     | 1:04,89    | +0,05  | Mikaela Shiffrin   |
| DNS2    | 8 lutego  | 2019 | Åre                | Superkombinacja | 2:02,13    | -      | Wendy Holdener     |
| 2.      | 10 lutego | 2019 | Åre                | Zjazd           | 1:01,74    | +0,25  | Ilka Štuhec        |
| 2.      | 11 lutego | 2021 | Cortina d’Ampezzo  | Supergigant     | 1:25,51    | +0,34  | Lara Gut-Behrami   |
| 1.      | 13 lutego | 2021 | Cortina d’Ampezzo  | Zjazd           | 1:34,27    | -      | -                  |
| 18.     | 18 lutego | 2021 | Cortina d’Ampezzo  | Gigant          | 2:30,66    | +4,14  | Lara Gut-Behrami   |
| 20.     | 8 lutego  | 2023 | Courchevel/Méribel | Supergigant     | 1:28,06    | +1,56  | Marta Bassino      |
| 3.      | 11 lutego | 2023 | Courchevel/Méribel | Zjazd           | 1:28,03    | +0,12  | Jasmine Flury      |

### Mistrzostwa świata juniorów
| Miejsce | Dzień     | Rok  | Miejscowość   | Konkurencja     | Czas biegu | Strata     | Zwyciężczyni            |
| ------- | --------- | ---- | ------------- | --------------- | ---------- | ---------- | ----------------------- |
| 20.     | 1 lutego  | 2011 | Crans-Montana | Zjazd           | 1:32,11    | +2,43      | Lotte Smiseth Sejersted |
| DNF1    | 3 lutego  | 2011 | Crans-Montana | Slalom          | 1:40,32    | -          | Jessica Depauli         |
| 9.      | 5 lutego  | 2011 | Crans-Montana | Supergigant     | 1:28,23    | +1,09      | Elena Curtoni           |
| 12.     | 1 marca   | 2012 | Roccaraso     | Slalom          | 1:42,69    | +3,97      | Stephanie Brunner       |
| 7.      | 3 marca   | 2012 | Roccaraso     | Gigant          | 2:45,02    | +1,16      | Ragnhild Mowinckel      |
| 4.      | 5 marca   | 2012 | Roccaraso     | Supergigant     | 1:06,99    | +0,05      | Annie Winquist          |
| 3.      | 8 marca   | 2012 | Roccaraso     | Kombinacja      | 11,66 pkt  | +19,37 pkt | Ragnhild Mowinckel      |
| 21.     | 21 lutego | 2013 | Québec        | Slalom          | 1:52,10    | +7,59      | Magdalena Fjällström    |
| DNF2    | 22 lutego | 2013 | Québec        | Gigant          | 2:22,23    | -          | Lisa-Maria Zeller       |
| 2.      | 24 lutego | 2013 | Québec        | Supergigant     | 1:00,89    | +0,80      | Stephanie Venier        |
| 15.     | 26 lutego | 2013 | Québec        | Zjazd           | 1:11,18    | +1,08      | Jennifer Piot           |
| 12.     | 27 lutego | 2014 | Jasná         | Gigant          | 1:52,86    | +3,15      | Marta Bassino           |
| 2.      | 2 marca   | 2014 | Jasná         | Drużynowo       | ?          | ?          | Szwecja                 |
| 1.      | 3 marca   | 2014 | Jasná         | Supergigant     | 1:14,71    | -          | -                       |
| 15.     | 3 marca   | 2014 | Jasná         | Superkombinacja | 2:11,34    | +2,54      | Elisabeth Kappauer      |
| 1.      | 5 marca   | 2014 | Jasná         | Zjazd           | 1:24,19    | -          | -                       |

### Puchar Świata

#### Miejsca w klasyfikacji generalnej
- sezon 2014/2015: 117.
- sezon 2015/2016: 29.
- sezon 2016/2017: 33.
- sezon 2017/2018: 34.
- sezon 2018/2019: 18.
- sezon 2019/2020: 4.
- sezon 2020/2021: 8.
- sezon 2021/2022: 9.
- sezon 2022/2023: 12.
- sezon 2023/2024: 55.
- sezon 2024/2025:

#### Miejsca na podium w zawodach
1. Crans-Montana – 23 lutego 2019 (zjazd) – 3. miejsce
2. Soldeu – 13 marca 2019 (zjazd) – 3. miejsce
3. Lake Louise – 6 grudnia 2019 (zjazd) – 2. miejsce
4. Lake Louise – 8 grudnia 2019 (supergigant) – 3. miejsce
5. Altenmarkt-Zauchensee – 11 stycznia 2020 (zjazd) – 1. miejsce
6. Garmisch-Partenkirchen – 9 lutego 2020 (supergigant) – 1. miejsce
7. Crans-Montana – 21 lutego 2020 (zjazd) – 2. miejsce
8. Crans-Montana – 22 lutego 2020 (zjazd) – 2. miejsce
9. La Thuile – 29 lutego 2020 (supergigant) – 3. miejsce
10. Val d’Isère – 18 grudnia 2020 (zjazd) – 1. miejsce
11. Val d’Isère – 19 grudnia 2020 (zjazd) – 2. miejsce
12. Val d’Isère – 20 grudnia 2020 (supergigant) – 2. miejsce
13. Sankt Anton – 10 stycznia 2021 (supergigant) – 3. miejsce
14. Val di Fassa – 26 lutego 2021 (zjazd) – 3. miejsce
15. Val di Fassa – 27 lutego 2021 (zjazd) – 2. miejsce
16. Val di Fassa – 28 lutego 2021 (supergigant) – 3. miejsce
17. Lake Louise – 4 grudnia 2021 (zjazd) – 3. miejsce
18. Zauchensee – 16 stycznia 2022 (supergigant) – 2. miejsce
19. Garmisch-Partenkirchen – 29 stycznia 2022 (zjazd) – 1. miejsce
20. Lake Louise – 2 grudnia 2022 (zjazd) – 2. miejsce
21. Lake Louise – 3 grudnia 2022 (zjazd) – 3. miejsce
22. Lake Louise – 4 grudnia 2022 (supergigant) – 1. miejsce
23. Sankt Moritz – 16 grudnia 2022 (zjazd) – 3. miejsce
24. Kvitfjell – 4 marca 2023 (zjazd) – 3. miejsce
25. Cortina d’Ampezzo – 19 stycznia 2025 (supergigant) – 3. miejsce
26. Garmisch-Partenkirchen – 25 stycznia 2025 (zjazd) – 3. miejsce